# Richmond (North Yorkshire)
Richmond è un paese di 8 413 abitanti della contea del North Yorkshire, in Inghilterra.

## Monumenti e luoghi d'interesse
- Castello di Richmond, castello normanno dell'XI secolo

## Amministrazione

### Gemellaggi
- Saint-Aubin-du-Cormier, Francia
- Nord-Fron, Norvegia